# Granja Nova e Vila Chã da Beira
Granja Nova e Vila Chã da Beira est une paroisse civile portugaise (en portugais : freguesia) de la municipalité de Tarouca dans le district de Viseu. Elle est créée en 2013, par fusion des paroisses de Granja Nova et Vila Chã da Beira.

## Histoire
La paroisse est créée par la loi no 11-A/2013 du 28 janvier 2013 portant réorganisation administrative du territoire des freguesias, en fusionnant les paroisses de Granja Nova et Vila Chã da Beira. Son nom officiel est União das Freguesias de Granja Nova e Vila Chã da Beira et son siège est fixé à Granja Nova.

## Démographie
Lors du recensement de 2021, Granja Nova e Vila Chã da Beira compte 429 habitants.